# Músics cecs

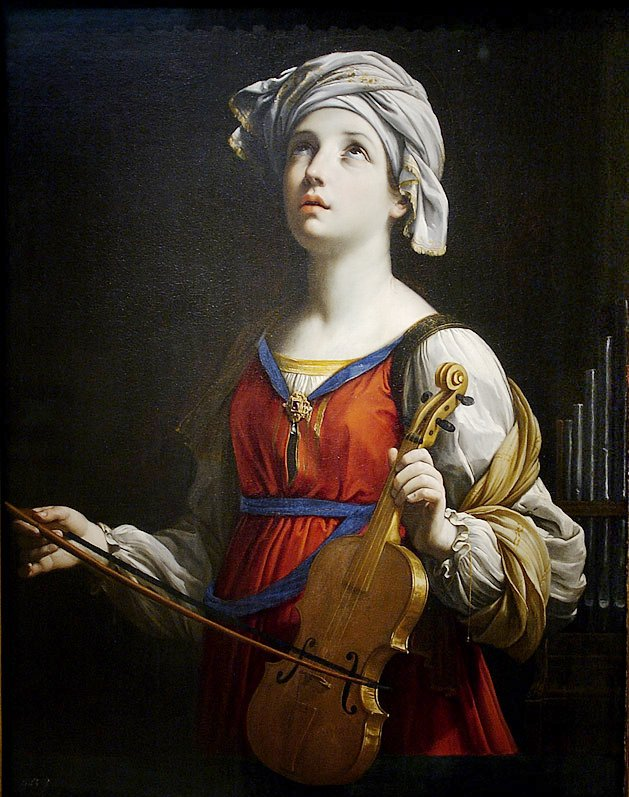
Santa Cecília de Guido Reni, 1606

Els músics cecs són cantants o instrumentistes, o en algun cas cantants-acompanyants, legalment cecs.

## Recursos
Històricament, molts músics cecs, inclosos els més famosos, han actuat sense el benefici de l'aprenentatge formal, ja que aquest es basa àmpliament en la notació musical escrita. Tanmateix, avui dia hi ha molts recursos disponibles per als músics cecs que volen aprendre la teoria musical occidental i la notació clàssica. Louis Braille fou l'home que va crear l'alfabet braille per a cecs, i també va crear un sistema de notació clàssica per a cecs anomenat música Braille. Aquest sistema permet als cecs llegir i escriure música com ho fan els vidents. La col·lecció més gran de partitures musicals en braille es troba a la Biblioteca del Congrés de Washington, DC. Fora dels EUA, la col·lecció més gran de partitures musicals en braille es troba a la National Library for the Blind d'Anglaterra.
La tecnologia informàtica i Internet permeten, almenys en teoria, que els músics cecs siguin més independents a l'hora d'estudiar música o de compondre. A la pràctica, però, la majoria de programes es basen en interfícies gràfiques d'usuari, amb les que els cecs tenen dificultats per navegar. Hi ha hagut alguns avenços en la creació d'interfícies de lectura de pantalla per a cecs, especialment en els aparells amb sistema operatiu de Windows.
Actualment també hi ha diverses organitzacions dedicades al suport dels músics cecs. El National Resource Center for Blind Musicians i The Music Education Network for the Visually Impaired es dediquen a l'educació musical per a cecs.

## Iconografia

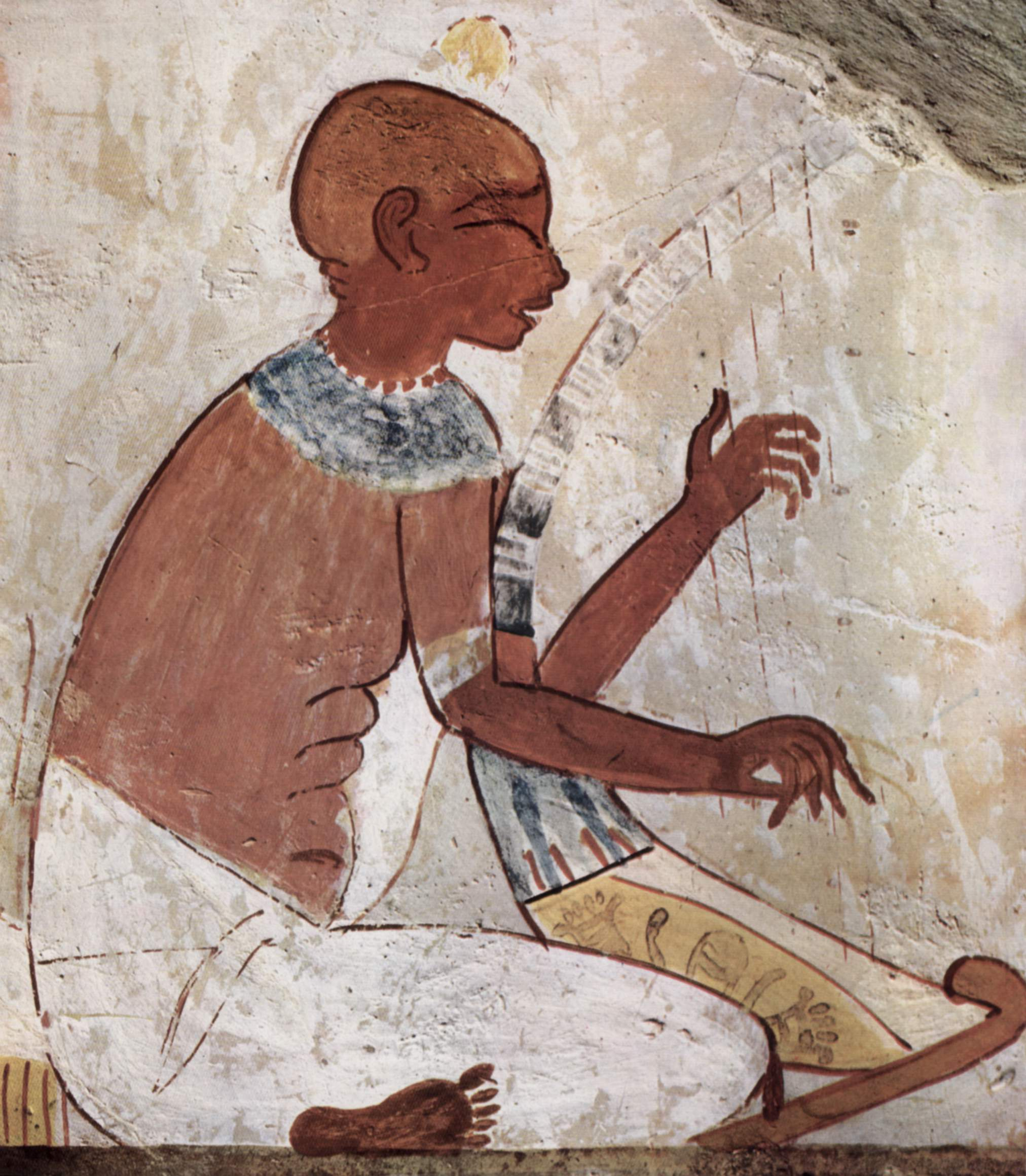
Un arpista cec, d'un mural de la dinastia XVIII d'Egipte,

La imatge de la música cega és una important pedra de toc a moltes cultures, fins i tot on la influència del cec en la música ha estat limitada. La idea d'Homer, el poeta cec, per exemple, ha tingut una existència en la tradició Occidental, encara que la seva base sigui incerta. El llegendari druida i bard bretó del segle VI Kian Gwenc'hlan és representat essent encarcellat després de treure-li els ulls per negar-se a convertir-se al cristianisme i cantar que no té por de morir.
Al seu llibre Singer of Tales, Albert Lord explica que a Iugoslàvia va trobar moltes històries de músics cecs, però pocs músics actuals que en realitat fossin cecs. Natalie Kononenko va tenir una experiència similar a Turquia, tot i que un músic turc de gran talent, Ashik Veysel, era cec. La popularitat de la idea del músic cec ha inspirat a diversos artistes. John Singer Sargent va pintar un llenç el 1912 basat en aquest tema, i Georges de La Tour té tota una sèrie de quadres dedicats als músics cecs.
Encara que la idea de músics cecs pot ser encara més freqüent que la seva actualitat, és cert que en molts moments de la història i en moltes cultures diferents, els músics cecs, individualment o com a grup, han fet contribucions importants al desenvolupament de la música. A continuació es comenten algunes d'aquestes contribucions.
Els músics cecs també han aparegut en harems musulmans per entretenir el patrocinador i dones seves.
Robert Heinlein va fer un ús de ciència-ficció del tema "bard cec" a "The Green Hills of Earth".

## Història

### Xina
El músic de cort era una professió tradicional dels cecs a la Xina a l'antiguitat. El primer músic esmentat a les fonts xineses, Shi Kuang, va ser un intèrpret cec al segle VI aC. Els gremis de músics cecs i endevins, que encara existien a la Xina a mitjans del segle xx, afirmaven que existien des del 200 aC. Més recentment, grups de músics ambulants cecs han continuat actuant al comtat de Zuoquan, i possiblement també a altres zones.
Una de les obres musicals més populars a la Xina, Erquan Yingyue (Lluna reflectida a la segona primavera), va ser composta a la primera meitat del segle XX per Hua Yanjun, més conegut com "Blind Ah Bing".

### Japó
Al Japó, Heike Biwa, una forma de música narrativa, va ser inventada i difosa durant el període Kamakura (1185–1333) per músics itinerants coneguts com biwa hoshi, que sovint eren cecs. Aquests músics tocaven la biwa, una mena de llaüt, i recitaven històries, de les quals la més famosa era Heike monogatari. Els músics de vegades eren coneguts com a "sacerdots cecs" perquè portaven una túnica i s'afaitaven el cap, encara que en realitat no eren sacerdots budistes.
Els Goze eren comunitats semblants d'intèrprets femenines de shamisen i kokyū, amb discapacitat visual, que viatjaven pel país cantant cançons i demanant almoina.

### Ucraïna
Hi ha una llarga tradició de joglars cecs a Ucraïna coneguda com a Kobzarstvo. Almenys entre 1800 i 1930 —i probablement molt abans també— la majoria dels músics itinerants a Ucraïna eren cecs. La música era una part important de la cultura. Aquells que no podien treballar en altres ocupacions podrien ser aprenents per convertir-se en bards professionals, sovint anomenats kobzars (amb aquest nom es podien anomenar tant intèrprets de bandura com de lira). Aquests joglars cecs errants es dividien en dos grups: els banduristes, o kobzars, que tocaven la bandura, i els lirnyks (viola de roda).
Els kobzars eren una part important de la tradició oral a Ucraïna. Segons l'etnògraf P. Zhytetsky, es pensava que els kobzars eren inicialment cosacs albirats, que estaven especialment associats amb cançons èpiques, o dumas. Kononenko afirma que els lirnyks, d'altra banda, eren cantants d'església cecs organitzats en gremis que cantaven cançons religioses i sovint estaven associats amb captaires. A mitjans del segle xix, els dos grups s'havien fusionat; tots dos cantaven molts tipus de cançons diferents, tots estaven organitzats en gremis i tots eren cecs.

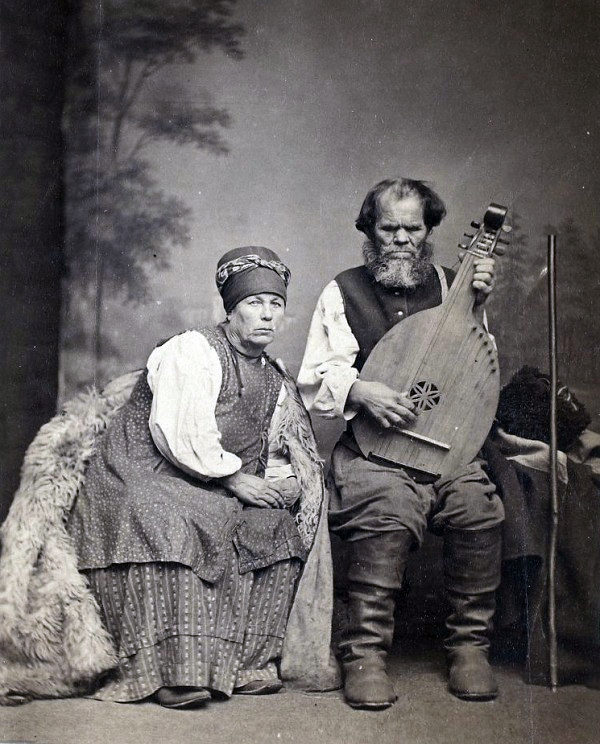
Ostap Veresai, el kobzar més famós del, amb la seva dona. Com els altres kobzars de la seva època, Veresai era cec.

Els kobzars tenen un lloc central a la identitat nacional d'Ucraïna. El folklorista Izmail Sreznevskyi va argumentar que els primers cosacs banduristes van ser testimonis reals de les grans batalles sobre les quals cantaven. La imatge dels guerrers-bards cantant èpiques era força popular, i es va convertir en tradició que els grans cantants antics eren veterans valents que havien quedat cecs als combats. Això, al seu torn, va portar a la creença que la tradició kobzar s'havia afeblit molt al segle xix, ja que les cançons tradicionals ara eren cantades per persones que s'assemblaven més a captaires que a guerrers. Kononenko assenyala que no hi ha cap base real per a aquesta imatge, i la seva investigació va demostrar que la tradició del joglar encara era molt forta i creativa fins als anys trenta.
Com que l'art dels kobzars era específic de la llengua i incloïa temes que tractaven temes històrics del passat d'Ucraïna, els cantants cecs sovint eren el focus de persecució per part de les potències ocupants, segons l'investigador Mikhailo Khay. Aquesta persecució va assolir el seu apogeu sota Joseph Stalin a la dècada de 1930, quan moltes formes d'expressió cultural ucraïnesa van ser aixafades pel govern comunista de la Unió Soviètica. A finals de la dècada de 1930 molts banduristes van ser detinguts i alguns van ser afusellats. S'han descobert documents que mostren que el famós bandurista Hnat Khotkevych va ser executat el 1938 i el kobzar cec Ivan Kucherenko va ser afusellat el 1937.
Nombroses fonts afirmen que hi va haver una massacre organitzada a gran escala de músics cecs ucraïnesos a la dècada de 1930, tot i que això no ha estat confirmat per documents oficials, i la majoria dels detalls de l'incident (inclosos l'any, el lloc i el mètode d'execució) estan en disputa. El tradicional joglar cec a finals de la dècada de 1930 gairebé havia desaparegut.
Avui, el repertori tradicional dels kobzars és interpretat per intèrprets vidents i cultes. Durant la seva investigació a Ucraïna, Kononenko va trobar només un intèrpret folk cec de les velles cançons, un home anomenat Pavlo Suprun, que havia estudiat bandura i cant al Conservatori Estatal de Kíiv.

### Irlanda
Durant l'època medieval i èpoques posteriors, els arpistes, els flautistes i altres músics van viatjar per Irlanda, proporcionant música de balls i altres ocasions. Com a Ucraïna, molts dels músics irlandesos eren cecs. Era una pràctica habitual que els nens cecs o discapacitats se'ls ensenyava un instrument musical com a mitjà per mantenir-se, ja que no podien realitzar treballs forçats.
El més famós d'aquests músics cecs, l'artista Turlough Carolan, va compondre moltes cançons que han passat a formar part del repertori tradicional, com ara Sidh Beag Sidh Mór i Carolan's Concerto.

### Índia
Un dels músics carnàtics cecs més importants de l'Índia del sud és M. Chandrasekaran, un mestre de violí que ha rebut alguns dels premis més reconeguts per part de moltes institucions musicals de l'Índia. La seva carrera musical comprèn més de sis dècades i ha viatjat per actuar a molts festivals de música per tot l'Índia i el món.
Ravindra Jain (28 de febrer de 1944 - 9 d'octubre de 2015) va ser un compositor, lletrista i cantant de música indi. Va començar la seva carrera a principis dels anys 70, component per a pel·lícules d'èxit com Chor Machaye Shor (1974), Geet Gaata Chal (1975), Chitchor (1976) i Ankhiyon Ke Jharokhon Se (1978). Va compondre música per a moltes pel·lícules i programes de televisió basats en èpiques hindús, inclosa Ramayan (1987) de Ramanand Sagar. Va ser guardonat amb el Padma Shri, el quart premi civil més alt de la República de l'Índia el 2015 per la seva contribució a les arts. Ravindra Jain va néixer cec el 28 de febrer de 1944.
Altres inclosos són Eoghain Ó Cianáin (fl. 1540), Nicholas Dáll Pierce (fl. 1601), William fitz Robert Barry (fl. 1615), Ruaidri Dáll Ó Catháin (mort el 1653), Higgins of Tyrawley (fl. segle xviii) i Martin O'Reilly (1829–1904).

## Organistes cecs
Hi ha una llarga tradició d'organistes cecs, inclòs el mateix Louis Braille. Al segle xx, alguns dels més grans organistes eren cecs, inclòs el gran estudiós i professor de Bach Helmut Walcha (1907–1991), i diversos organistes i compositors francesos destacats d'orgue, com Louis Vierne (1870–1937), Andre Marchal (1894–1980), Gaston Litaize (1909–1991) i Jean Langlais (1907–1991), així com un dels organistes actuals de Notre Dame de París, Jean-Pierre Leguay (n. 1939). Anglaterra també ha produït organistes cecs brillants als segles XIX i XX, com Alfred Hollins (1865–1942) i David A. Liddle (n. 1960), que va ser alumne de Marchal i que actualment gaudeix d'una carrera internacional. No obstant això, és una tradició que es remunta segles enrere: l'italià del segle xiv Francesco Landini (?–1397), el mestre barroc espanyol Antonio de Cabezón (1510–1566) i els anglesos John Stanley (1712–1786) en són exemples destacats, i es podria argumenten que fins i tot Johann Sebastian Bach i George Frederic Handel, que van perdre la vista tard en la vida, però que presumiblement van continuar tocant i component, haurien de ser inclosos en aquesta discussió, juntament amb el gran organista popular nord-americà George Wright (1920–1998), que també va perdre la vista tard, però va continuar presentant concerts i fent enregistraments sonors fins a la seva mort. La compositora cega Frances McCollin (1892–1960) va guanyar el premi Clemson de l' American Guild of Organists el 1918. Va estudiar orgue amb un altre músic cec, David Duffield Wood (1838–1910), l'organista de l'església episcopal de St. Stephen de Filadèlfia durant molts anys.

## Afinadors de piano europeus
A la França i Anglaterra del segle xix, els afinadors de pianos sovint eren cecs. Es creu que el primer afinador de piano cec va ser Claude Montal, que va aprendre ell mateix a afinar un piano mentre estudiava a l'Institut National des Jeunes Aveugles el 1830. Al principi, els professors de Montal es mostraven escèptics, dubtant que un cec pogués realitzar realment les tasques mecàniques necessàries. L'habilitat de Montal era innegable, però, i aviat se li va demanar que ensenyés classes d'afinació als seus companys. Finalment, també va superar els prejudicis públics i va aconseguir diversos treballs de prestigi com a afinador per a professors i músics professionals. L'èxit de Montal va obrir el camí per a altres afinadors cecs, tant a França com a Anglaterra, on l'exemple i els mètodes d'ensenyament de Montal van ser adoptats per Thomas Rhodes Armitage. Avui la imatge de l'afinador de piano cec està tan arrelada que la gent a Anglaterra de vegades expressa sorpresa quan es troben amb un afinador de piano que pot veure. Una organització d'afinadors de piano cecs segueix activa a Gran Bretanya.

## Músics cecs moderns
Els intèrprets moderns té entre altres noms a The Blind Boys of Alabama, Lachi, José Feliciano, Charlotte, Stevie Wonder i la princesa Christina dels Països Baixos.

### Blues americà
Els músics cecs han fet una contribució important a la música popular nord-americana. Això es dona particularment en el blues, el gòspel, el jazz i altres formes predominantment afroamericanes, potser perquè la discriminació d'aquella època feia més difícil que els negres cecs trobessin una altra feina. En qualsevol cas, el nombre d'afroamericans cecs dedicats a la música és extens. El primer pianista de gòspel santificat, gravat, Arizona Dranes, era cec, igual que Al Hibbler i Ray Charles, una de les figures més importants del soul. Art Tatum, considerat el millor pianista de jazz de tots els temps, també era gairebé cec. Stevie Wonder, que era cec de naixement, ha enregistrat més de trenta èxits principals dels Estats Units i ha guanyat vint-i-dos premis Grammy (l'artista que més n'ha guanyat com a solista de la història).
Així i tot, els músics negres cecs estan encara més fortament associats amb el blues tradicional. El primer intèrpret de blues masculí d'èxit, Blind Lemon Jefferson, era cec, igual que molts altres homes de blues, com Blind Willie McTell, Blind Willie Johnson, Sonny Terry, Blind Boy Fuller, Blind Blake i el reverend Gary Davis. La figura del músic cec de blues va esdevenir tan icònica que quan Eddie Lang, un guitarrista de jazz vident, va voler escollir un pseudònim negre per gravar discos de blues amb Lonnie Johnson, es va decidir naturalment per Blind Willie Dunn. El fals Ben Covington era conegut per fer veure que era cec. John William Boone, conegut com "Blind Boone", va ser un important pianista i compositor nord-americà de ragtime.
Ronnie Milsap és un cantant, compositor i músic nord-americà guanyador d'un premi Grammy. Va començar la seva carrera com a artista de soul R&B, però és més conegut per la seva carrera de música country i pop. Jeff Healey va ser un vocalista i guitarrista canadenc de blues-rock, guanyador del premi Juno i nominat als premis Grammy, que va assolir popularitat musical i personal, especialment als anys vuitanta i noranta. El llegendari guitarrista i compositor nord-americà Doc Watson va quedar cec abans del primer aniversari per culpa d'una infecció ocular, i es va convertir en un músic molt influent en la música folk i bluegrass nord-americana, conegut per les seves habilitats de picking flatpicking i fingerpicking a la guitarra, així com els seus grans coneixements de cançons tradicionals americanes.

## Música clàssica
El tenor pop italià, Andrea Bocelli, que va néixer amb glaucoma congènit i va perdre completament la vista als 12 anys, després d'un accident de futbol, és el cantant que més ha venut de la història de la música clàssica, amb vendes mundials que superen els 70 milions de còpies.
El 2009, el japonès Nobuyuki Tsujii, amb 20 anys, es va convertir en el primer pianista cec a guanyar el primer premi en un gran concurs internacional, el 13è Concurs Internacional de Piano Van Cliburn. També va rebre el premi Beverley Taylor Smith a la millor interpretació d'una obra nova. Va tocar els dotzeEstudis Op. 10 de Frédéric Chopin com a part de la seva actuació a les preliminars. Cec de naixement, Tsujii va desenvolupar la seva pròpia tècnica per aprendre obres complexes de piano clàssic. Amb vídeos de les seves actuacions de piano àmpliament vistes a internet, la victòria de Tsujii en el concurs l'ha convertit en una sensació internacional. A partir del 2010, la discografia de Tsujii inclou deu discos, alguns dels quals han venut més de 100.000 còpies. Com a guanyador de Van Cliburn, Tsujii ha actuat en concerts arreu del món.
Compositors tan diversos i excepcionals com Francesco Landini, Antonio de Cabezón o Joaquín Rodrigo patien ceguesa des de la infantesa. En una combinació única de circumstàncies, el compositor vienès cec Rudolf Braun va escriure obres per a piano per a la mà esquerra per al pianista Paul Wittgenstein.